# 坎德瓦
坎德瓦（Khandwa），是印度中央邦East Nimar县的一个城镇。总人口171976（2001年）。

## 人口
该地2001年总人口171976人，其中男性88859人，女性83117人；0—6岁人口23197人，其中男12086人，女11111人；识字率71.35%，其中男性为76.79%，女性为65.53%。